# Abonyi út megállóhely
Az Abonyi út megállóhely egy Jász-Nagykun-Szolnok vármegyei vasúti megállóhely Szolnok közigazgatási területén, a MÁV üzemeltetésében.
A város északi külterületei között helyezkedik el, gépjárművel a 32-es főút felől érhető el egy alsóbbrendű önkormányzati úton.

## Áthaladó vasútvonalak
- Hatvan–Szolnok-vasútvonal (82)
- Vámosgyörk–Újszász–Szolnok-vasútvonal (86)
- Budapest–Újszász–Szolnok-vasútvonal (120a)

## Forgalom
| Járat        | Útvonal | Gyakoriság   |
| ------------ | --- | ------------ |
| személyvonat | Vámosgyörk – Jászárokszállás – Jászdózsa – Jászapáti – Jászkisér – Jászkisér felső – Szellőhát – Jászladány – Szászberek – Újszász – Zagyvarékas – Abonyi út – Szolnok | 2-3 óránként |